# 5572 Bliskunov
5572 Bliskunov eller 1978 SS2 är en asteroid i huvudbältet som upptäcktes den 26 september 1978 av den sovjetisk-ryska astronomen Ljudmila Zjuravljova vid Krims astrofysiska observatorium på Krim. Den är uppkallad efter Aleksandr Ivanovitj Bliskunov.
Asteroiden har en diameter på ungefär tjugo kilometer. 